# 2272 Монтезума
2272 Монтезума (енгл. 2272 Montezuma) је астероид са средњом удаљеношћу од Сунца која износи 1,866 астрономских јединица (АЈ).
Апсолутна магнитуда астероида је 13,94.